# 木衛六十九
木衛六十九（S/2017 J 8）是环绕木星运行的一颗卫星。斯科特·谢泼德和他的團隊於2017年發現了木衛六十九，但直到2018年7月17日才在小行星中心的小行星電子通告上公佈這一發現。它的直徑約為1km，以約23232700 km的半長軸运行，軌道傾角約為164.7°。木衛六十九屬於加爾尼群。